# Relações entre Peru e Vietnã
As relações entre o Peru e o Vietnã referem-se às relações entre os dois países. Ambas as nações são membros da Cooperação Econômica Ásia-Pacífico e da Organização das Nações Unidas.

## História
Embora o Peru e o Vietnã estejam geograficamente muito distantes e suas relações só tenham começado muito tarde, no período da Guerra Fria, a ditadura militar peruana de esquerda liderada por Juan Velasco compartilhava uma ideologia próxima com o Vietnã do Norte e a União Soviética, atraindo assim sua simpatia para o Vietnã do Norte (embora o Peru reconhecesse oficialmente o Vietnã do Sul). Ele pretendia se envolver em uma guerra contra o Chile de Augusto Pinochet (uma ditadura militar de direita) usando a Guerra do Vietnã como exemplo, mas isso nunca se concretizou. Passaram-se mais de 20 anos até o fim da Guerra Fria, quando as duas nações voltaram a estabelecer relações em 1994.

## Relações modernas
As relações modernas entre o Peru e o Vietnã começaram após as reformas econômicas (Doi Moi) no Vietnã, que permitiram que o Vietnã se tornasse uma economia capitalista de mercado e, desde então, os dois países desfrutam de relações relativamente saudáveis, com forte cooperação econômica e política entre os dois países, tornando o Peru um importante mercado para os produtos vietnamitas na América Latina.
A Viettel, uma empresa de telecomunicações apoiada pelos militares no Vietnã, estabeleceu sua marca Bitel no Peru e foi considerada uma peça-chave no desenvolvimento de infraestruturas de telecomunicações no Peru, com uma demanda de mercado rápida e crescente, superando sua rival chilena Entel. A Bitel foi uma das principais patrocinadoras da Seleção Peruana de Futebol durante a campanha da Copa do Mundo FIFA de 2018.

## Missões diplomáticas
- O Peru tem uma embaixada em Hanói.

- O Vietnã é credenciado no Peru por sua embaixada em Brasília, no Brasil.